# Ophiodermatidae
Famille
Les Ophiodermatidae sont une famille d'ophiures de l'ordre des Ophiurida. 

## Description et caractéristiques
Ce sont de grandes ophiures régulières de faible profondeur, souvent vivement colorées et de morphologie classique, avec des bras dans la continuité du disque central (contrairement aux Ophionereididae), auquel ils sont bien soudés. Les piquants brachiaux sont fins. Le disque central est densément couvert de granules, tout comme les plaques orales, et les mâchoires ne portent pas de papilles dentales (contrairement aux Ophiocomidae). 

## Liste des genres
À la suite d'une vaste révision, de nombreux genres autrefois classés dans cette famille ont été déplacés en 2017, notamment dans la famille des Ophiomyxidae. 
La famille compte actuellement 78 espèces connues. 
| Selon World Register of Marine Species (18 janvier 2014) : ... - genre Bathypectinura H.L. Clark, 1909 -- 1 espèce - genre Cryptopelta H.L. Clark, 1909 -- 8 espèces - genre Diopederma H.L. Clark, 1913 -- 1 espèce - genre Ophiarachnella Ljungman, 1872 -- 23 espèces - genre Ophiochasma Grube, 1866 -- 2 espèces - genre Ophiocormus H.L. Clark, 1915 -- 1 espèce - genre Ophiocryptus H.L. Clark, 1915 -- 2 espèces - sous-famille Ophiodermatinae Ljungman, 1867 - genre Ophioderma Müller & Troschel, 1840 -- 28 espèces actuelles (et nombreuses fossiles) - genre Ophiocypris Koehler, 1930 -- 2 espèces - genre Ophiomidas Koehler, 1904 -- 4 espèces - genre Ophiopsammus Lütken, 1869 -- 6 espèces | Selon ITIS (18 janvier 2014) : - genre Bathypectinura - genre Ophiarachna - genre Ophiarachnella - genre Ophioconis - genre Ophiocryptus H. L. Clark, 1915 - genre Ophioderma Müller et Troschel, 1840 - genre Ophiopaepale - genre Ophiuroconis Matsumoto, 1915 - genre Pectinura |

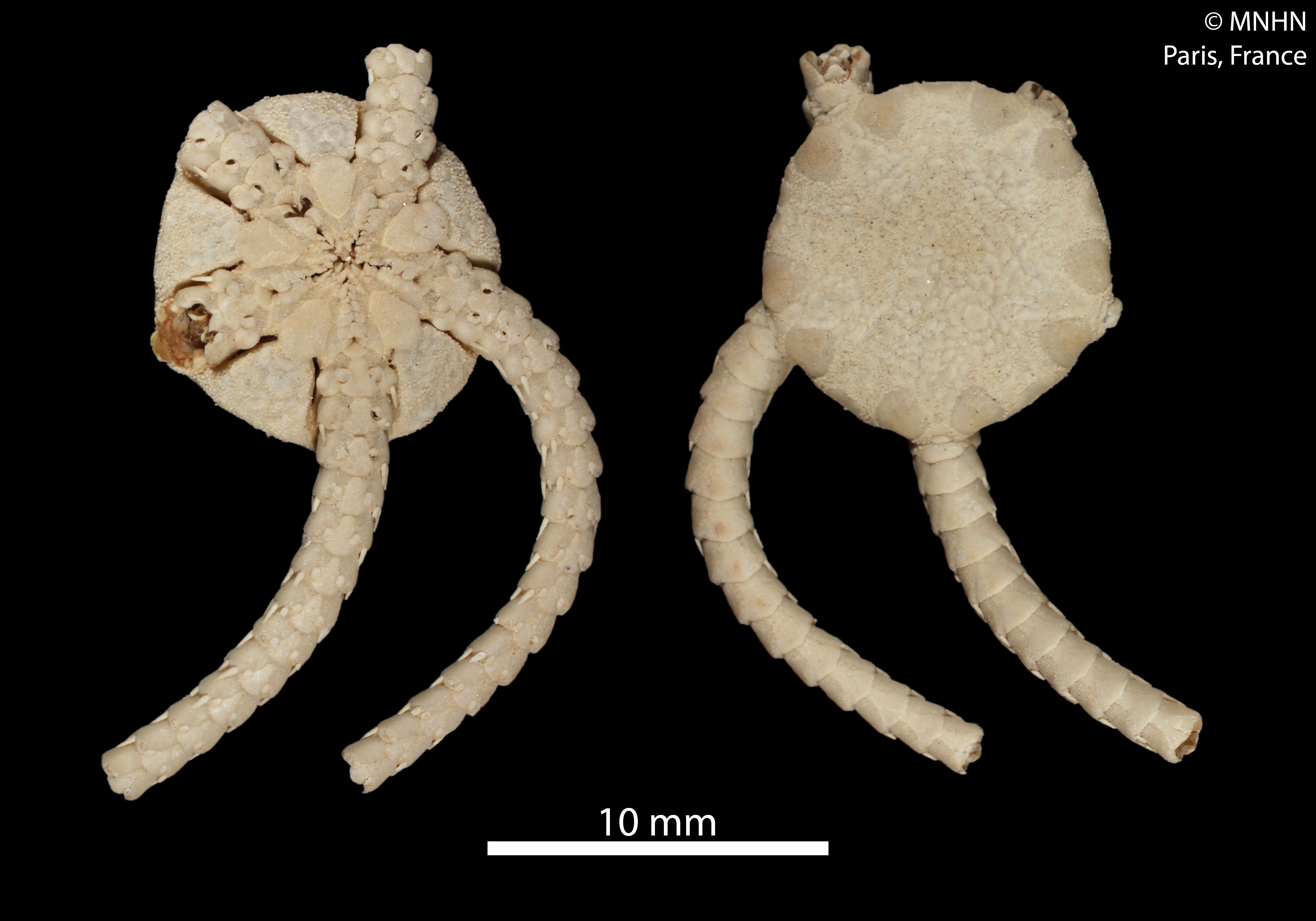
Bathypectinura heros (MNHN)
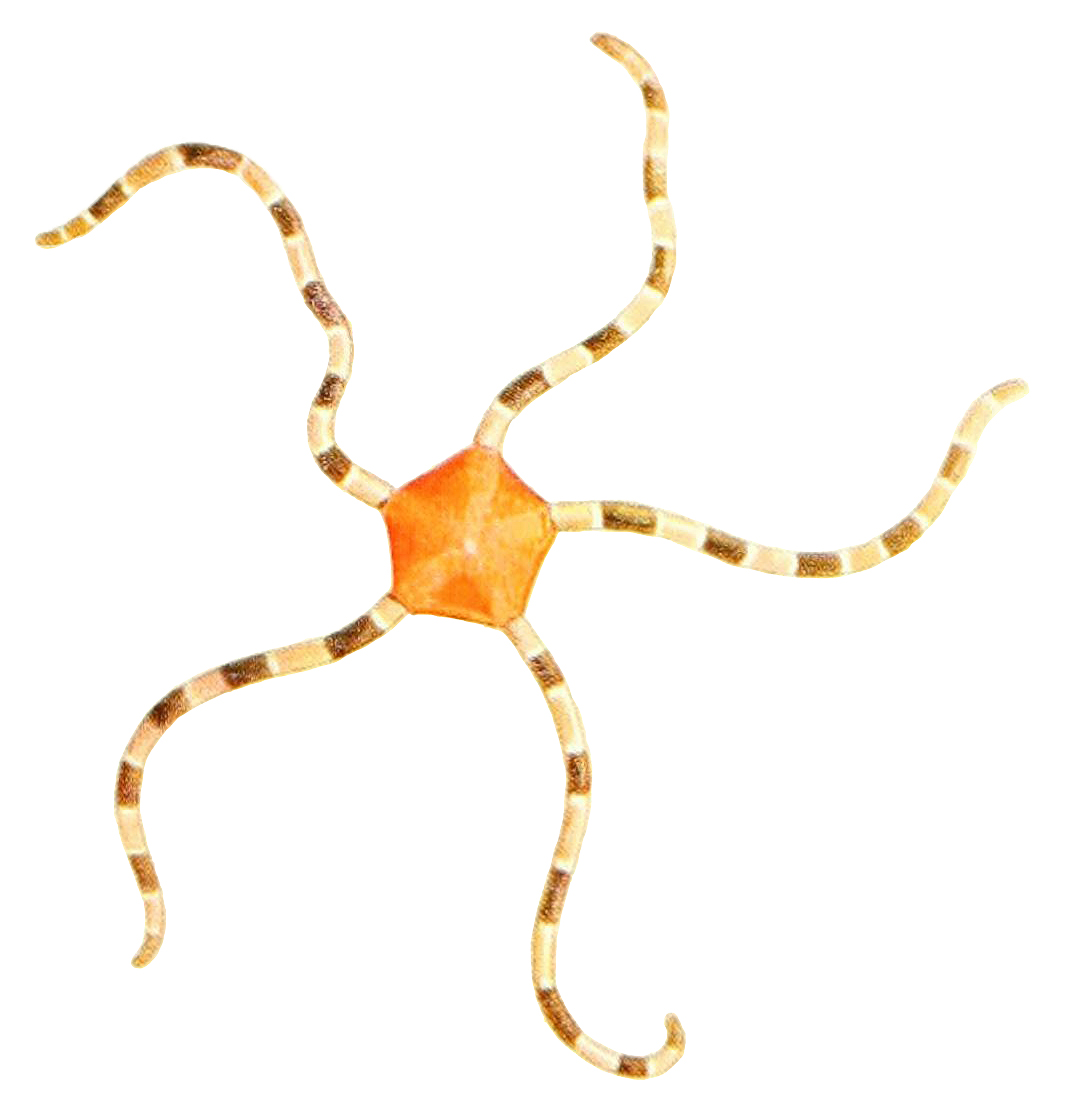
Cryptopelta callista
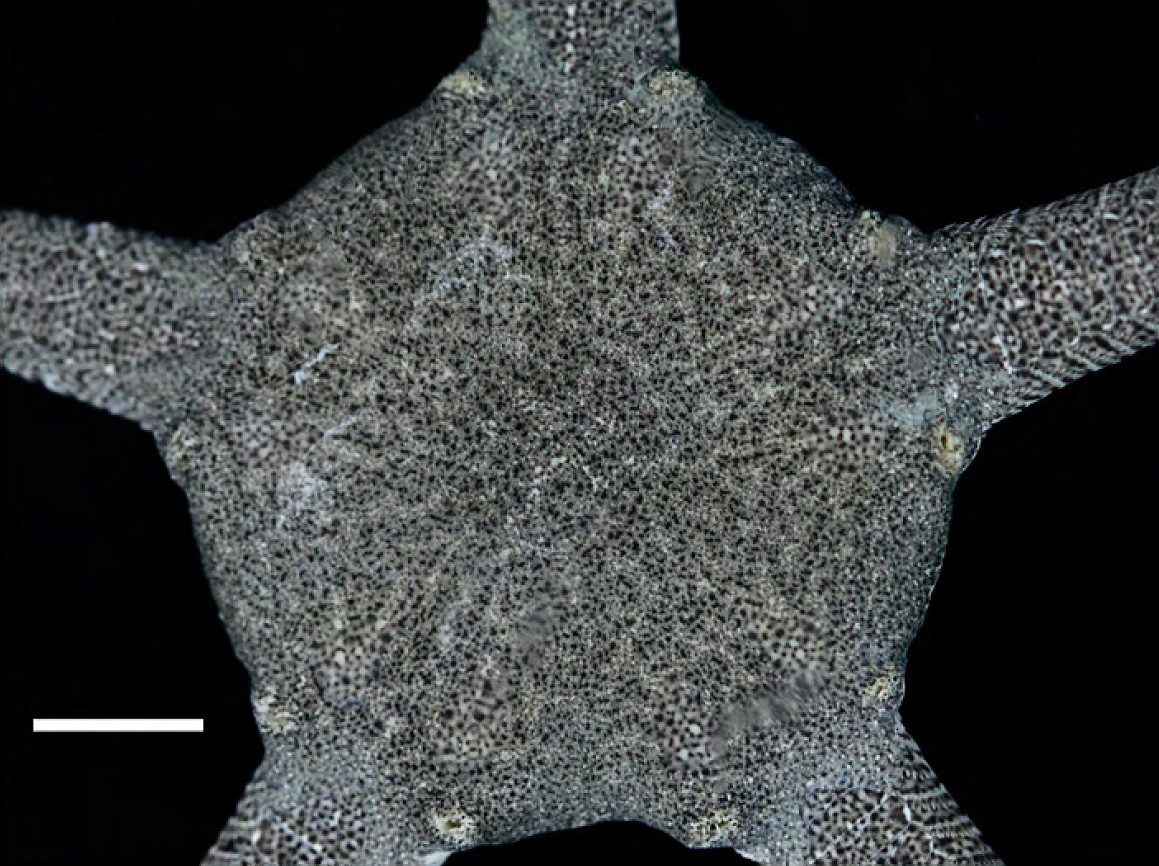
Diopederma daniana
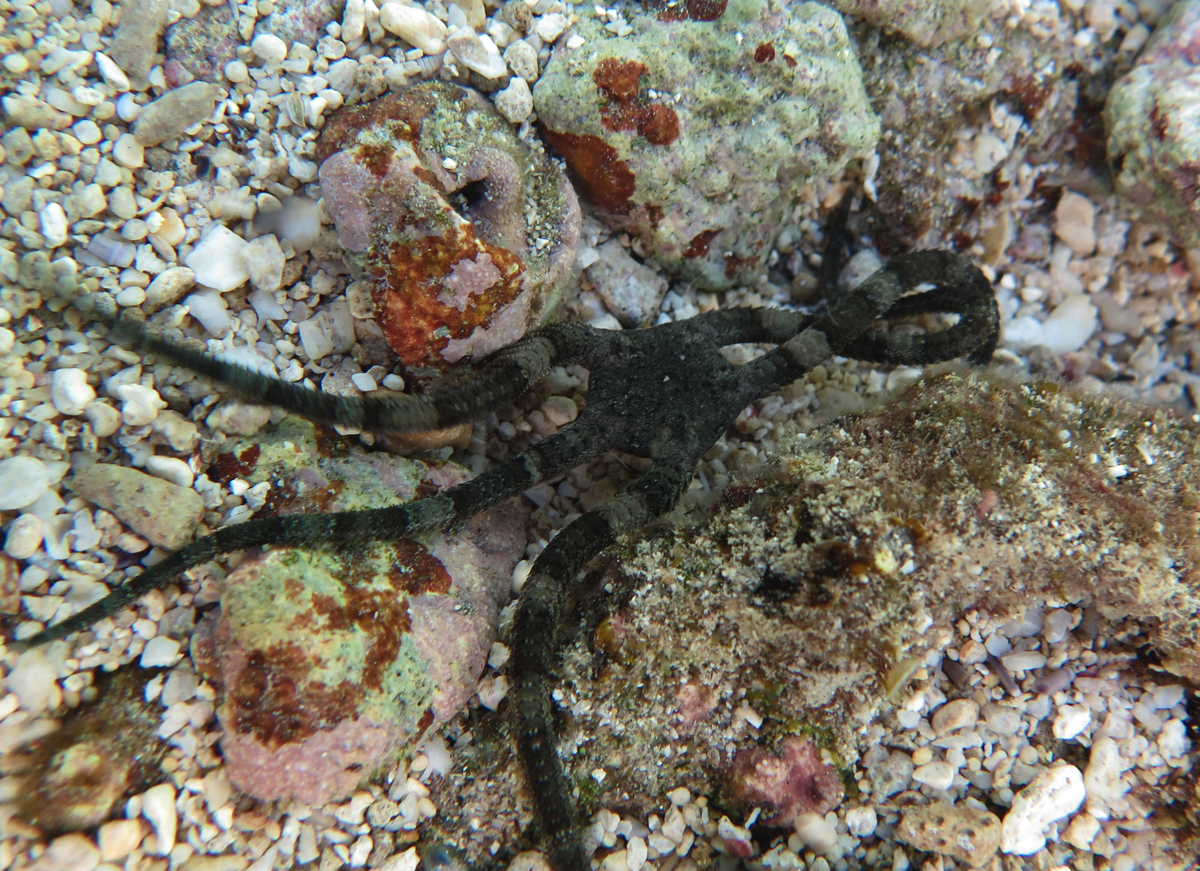
Ophiarachnella gorgonia
Ophiocypris tuberculosus
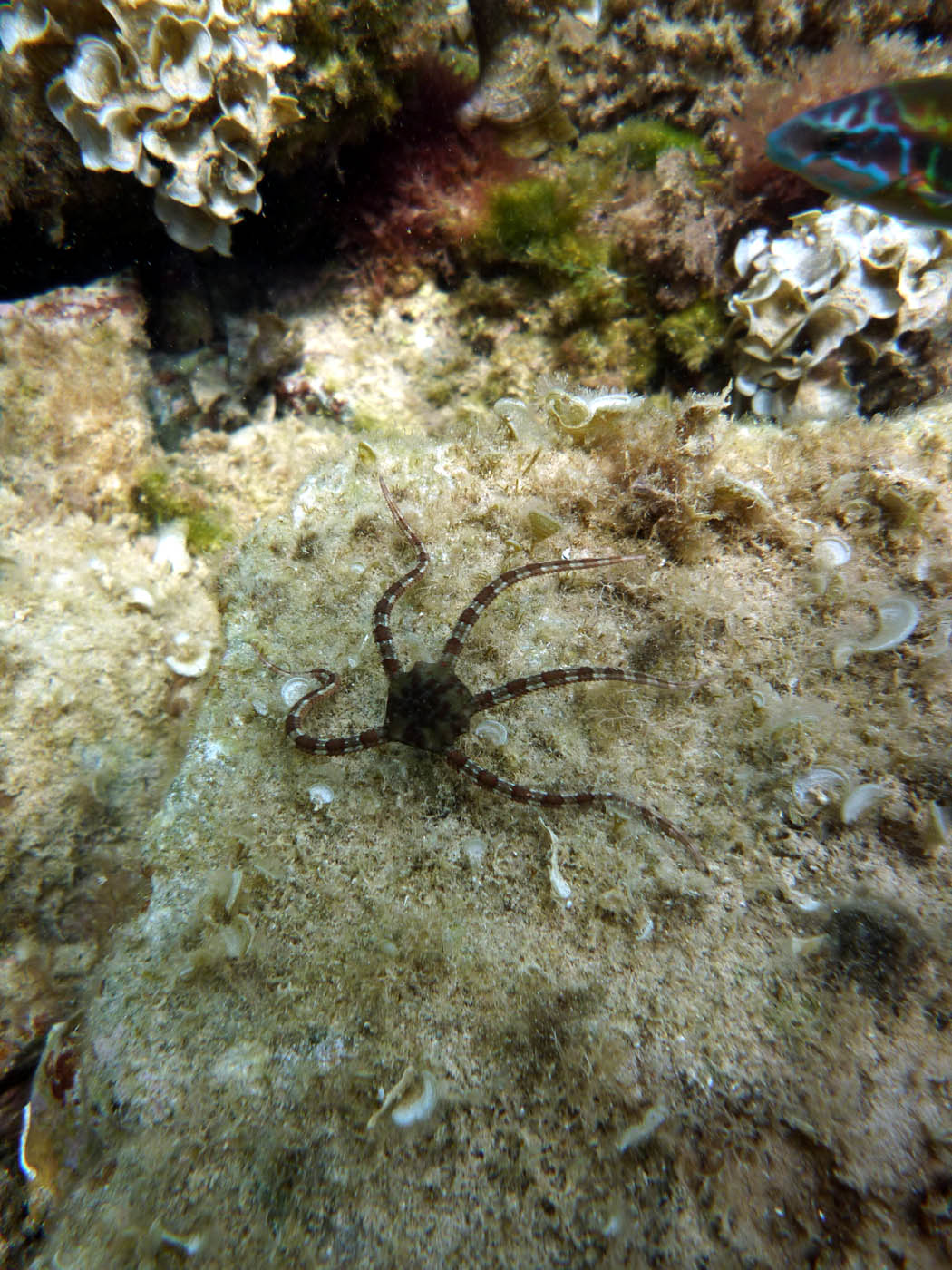
Ophioderma longicaudum
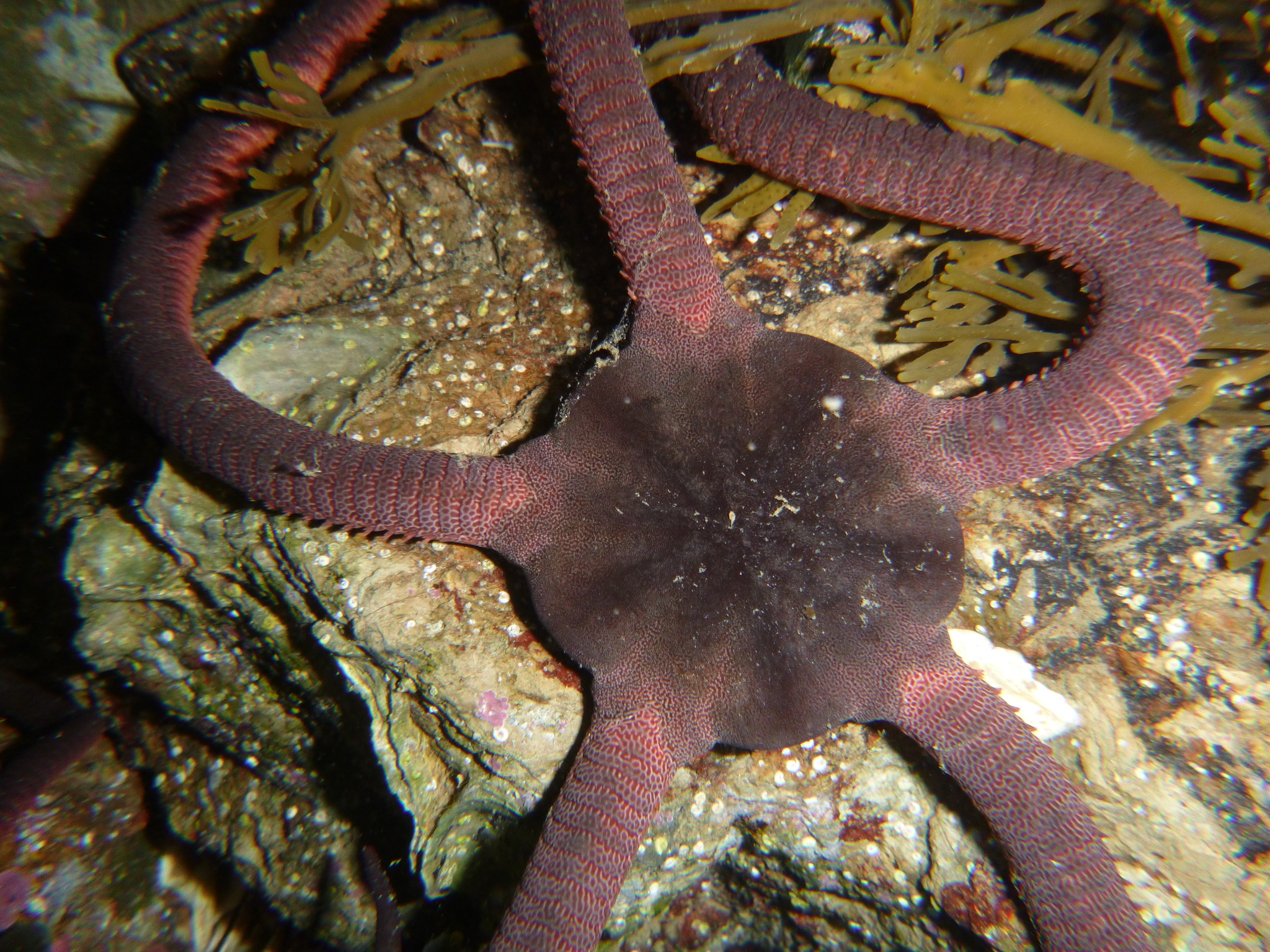
Ophiopsammus maculata
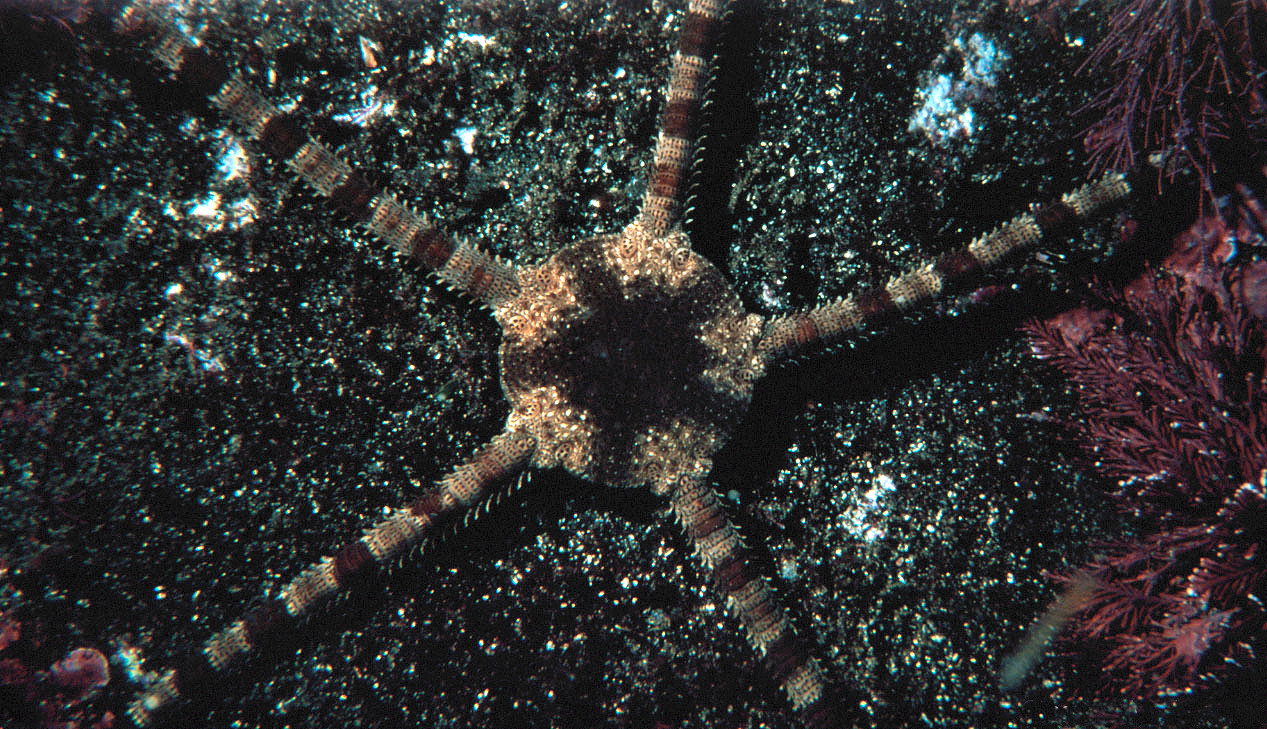
Ophioderma panamense
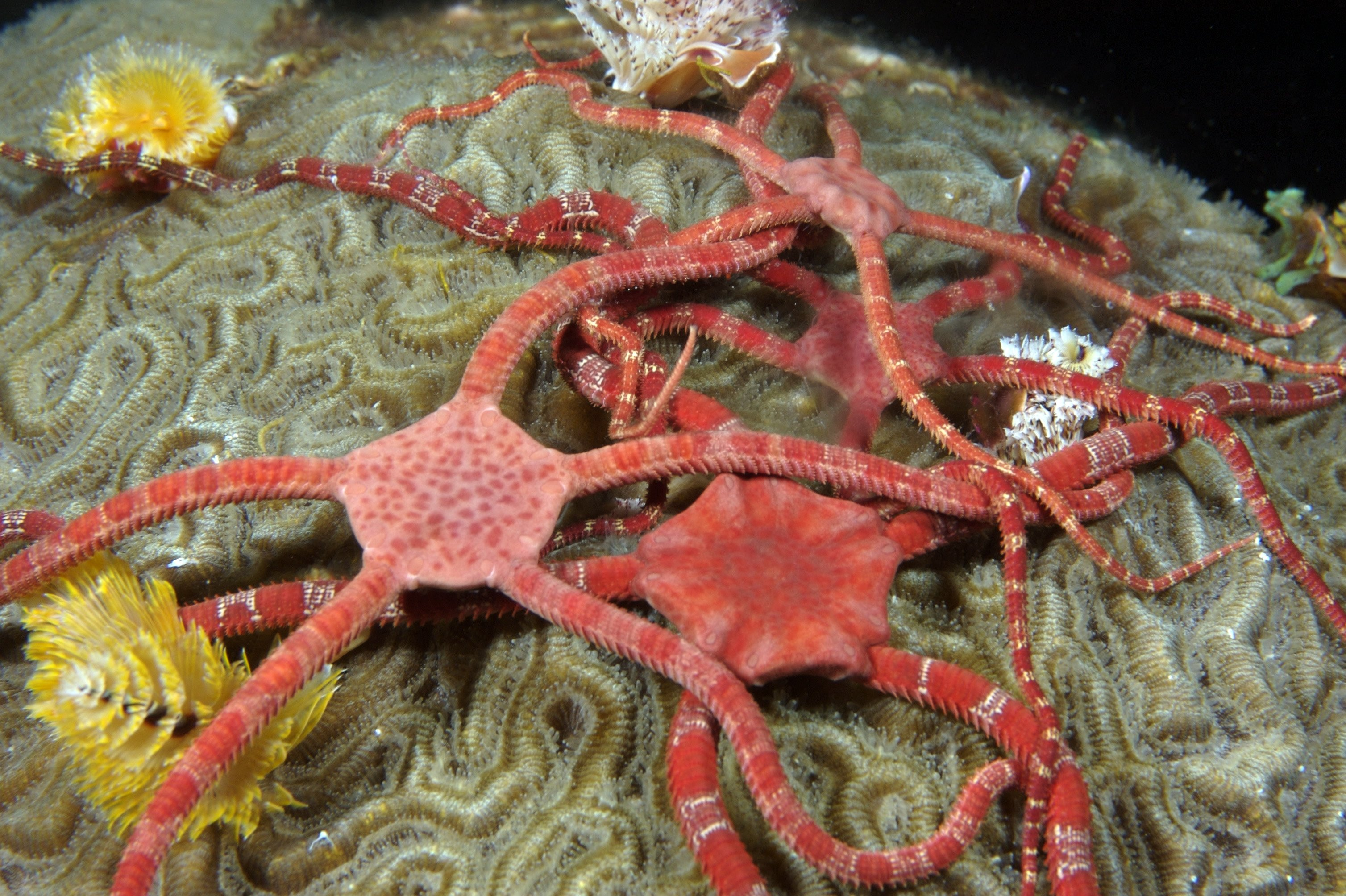
Ophioderma rubicundum
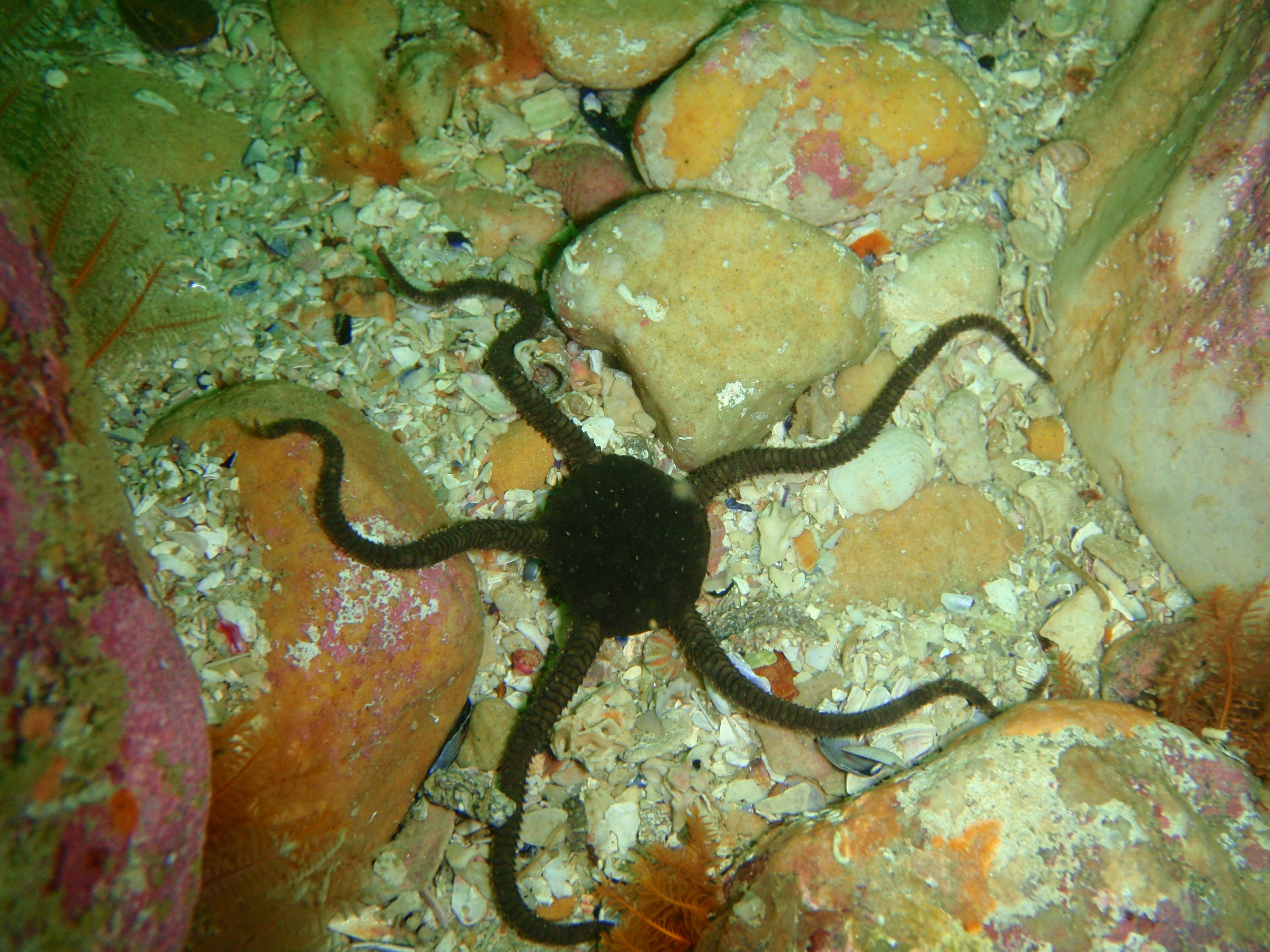
Ophioderma wahlbergi